# Lorenzreuth
Lorenzreuth ist ein Stadtteil der Großen Kreisstadt Marktredwitz. Durch Lorenzreuth verläuft die Bayerische Porzellanstraße.

## Lage und Geschichte
Lorenzreuth liegt im Nordosten der Stadt Marktredwitz, im Südwesten befindet sich die Kernstadt mit der Wohnsiedlung Eigenheim. Nordöstlich liegt der Stadtteil Korbersdorf, nordwestlich grenzt der Stadtteil Oberthölau, westlich liegt die Miedelmühle. Im Süden befindet sich die Bahnstrecke Nürnberg–Cheb und im Westen die Bahnstrecke Weiden–Oberkotzau. Durch Lorenzreuth fließt die Röslau.
Im ausgehenden Mittelalter und in der frühen Neuzeit wurde der Ort mehrmals geteilt. Deshalb gibt es mehrere Ortszentren. Das eine befindet sich beim alten und neuen Schloss, das andere Zentrum, das Burggut, in Oberndorf, flussaufwärts der Röslau. Dort bestand neben dem Burggut eine Mühle und seit 1404 auch ein Hammerwerk, welches an diesem Ort bis ins späte 17. Jahrhundert stand.
Im 19. Jahrhundert kam mit der Strumpfwirkerei Laubmann die Industrie nach Lorenzreuth.
1978 wurde Lorenzreuth nach Marktredwitz eingemeindet. Heute befindet sich im Norden ein Gewerbegebiet mit dem Ost-West-Kompetenzzentrum, ein Zentrum für grenzübergreifende Zusammenarbeit.
2020 wurde der Ortskern durch eine Dorferneuerung umgestaltet und einige Häuser wurden saniert.

## Kultur und Sehenswürdigkeiten
In Lorenzreuth gibt es zwei Schlösser, beide stehen an der Brückenstraße.
Das alte Schloss stammt in seinem Kern aus dem 15. und 16. Jahrhundert. Es liegt auf der Ortsseite südlich der Röslau.
Das neue Schloss steht auf einer kleinen Anhöhe auf der anderen Seite der Röslau. Es wurde denkmalgerecht saniert.
Historisch bedeutend ist auch die alte Markgrafenbrücke, die seit dem 18. Jahrhundert in der Ortsmitte die Röslau überspannt.
Die Göschelmühle am Burggut besitzt bis heute ein intaktes Mahlwerk. Bei besonderen Gelegenheiten führt der Göschelmüller dieses vor.
Die Ortsmitte an der Röslau wurde 2020 im Zuge der Dorferneuerung überarbeitet. Statt eines Geländers führen jetzt Stufen zum Wasser der angestauten Röslau, die in der Ortsmitte deutlich breiter ist und mehr den Charakter eines Weihers hat. Das alte Waschhaus am Wasser wurde abgerissen und auf der anderen Seite ein neues Wartehäuschen aufgebaut, das dem alten Waschhaus sehr ähnlich ist. Auch wurde der alte Gasthof in der Ortsmitte von Grund auf saniert.
Auch hat sich Lorenzreuth trotz der Eingemeindung einige Traditionen bewahrt. So gibt es einen eigenen Maibaum und das Brückenfest im Sommer.

## Wirtschaft und Infrastruktur
Lorenzreuth hat zwei große Gewerbegebiete, eines südwestlich, das Klepper-Gewerbegebiet. Dort ist der Sitz und das Logistikzentrum der Edeka-Handelsgesellschaft Nordbayern-Sachsen-Thüringen mbH. Das andere liegt nordöstlich in der Nähe der Autobahn in Richtung der Rathaushütte. Dort befindet sich das Ost-West-Kompetenzzentrum, die Handwerkskammer und das Bayerische Rote Kreuz. Nördlich des Gewerbegebiets entsteht zukünftig noch die Justizvollzugsanstalt.
Nordöstlich von Lorenzreuth befindet sich die A 93. Die Abfahrten Wunsiedel und Marktredwitz Nord liegen in der Nähe des Stadtteils. Im Süden befindet sich die B 303, durch den Ort verläuft die B 15.
In Lorenzreuth gibt es mehrere Bushaltestellen. Diese werden von den Regionalbuslinien der VGF bedient.
Seit 2023 wird im Stadtteil die Justizvollzugsanstalt Marktredwitz für 222 Mio. Euro gebaut. Die JVA soll voraussichtlich 2027 bezugsfertig sein. Es sind 364 Haftplätze und 200 Arbeitsplätze geplant.

## Persönlichkeiten
- Heinrich Laubmann (1865–1951), Chemiker und Mineraloge